# Stefan Stankalla
Stefan Stankalla (né le 12 avril 1975) est un ancien skieur alpin allemand.
En 2003 il était deux fois champion d'Allemagne en descente et super G. Stankalla a mis fin à sa carrière en avril 2004.

## Coupe du Monde
- Meilleur classement final: 66e en 1999.
- Meilleur résultat: 5e.